# Jernit (landsby)
 For alternative betydninger, se Jernit. (Se også artikler, som begynder med Jernit)
Jernit er navnet på en forsvunden landsby i Favrskov Kommune, der lå i det nuværende Hammel Sogn i Østjylland. Landsbyen omtales første gang 1424 som "Jærnvith". I middelalderen var Jernit et selvstændigt sogn, der delte præst med Hammel og Voldby. Landsbyen bestod kun af seks gårde og et bol. Dertil en adelig sædegård, som er Frijsenborgs forgænger. Kirken gik efterhånden i forfald, hvor Christian 3. 2. oktober 1558 påbød, at kirken skulle nedrives og sognet sammenlægges med Hammel Sogn. Materialerne fra kirken skulle bruges til vedligehold af Hammel Kirke. Landsbyen skal have ligget mellem det nuværende Frijsenborg og den i 1835 oprettede afbyggergård Jernit, mens tomten efter Jernit Kirke  skulle have ligget øst for den den nuværende avlsgård ved Frijsenborg; En anden lokal tradition fortæller at den lå nordøst for herregården.
Landsbyen bestod endnu en snes år efter kirken var forsvundet. Men efter kronen 1583 overdrog landsbyen til Valdemar Parsberg, blev landsbyen helt ned nedlagt og jorden samlet under den adelige sædegård, som også bar navnet Jernit indtil 1672, hvor den blev hovedsæde for Grevskabet Frijsenborg.
I dag eksisterer herregården Jernit som eneste bebyggelse på stedet.

## Eksterne kilder og henvisninger
- Jernit forsvundne kirke hos danmarkskirker.natmus.dk (Danmarks Kirker, Nationalmuseet)

|  | Denne artikel om lokaliteten Jernit (landsby) kan blive bedre, hvis der indsættes et (bedre) billede. Du kan hjælpe ved at afsøge Wikimedia Commons for et passende billede eller lægge et op på Wikimedia Commons med en af de tilladte licenser og indsætte det i artiklen. |

56°16′N 9°55′Ø / 56.267°N 9.917°Ø